# Kemptville
Kemptville est une communauté du Canada située dans la municipalité de North Grenville, dans les Comtés unis de Leeds et Grenville en Ontario.
Elle compte 3 911 habitants en 2016.